# Musée municipal de Vršac
Le musée municipal de Vršac (en serbe cyrillique : Градски музеј Вршац ; en serbe latin : Gradski muzej Vršac)  est un musée situé à Vršac, en Serbie, dans la province de Voïvodine et dans le district du Banat méridional. Le bâtiment qui l'abrite est inscrit sur la liste des monuments culturels de grande importance de la république de Serbie (identifiant no SK 1445).

## Bâtiment
Le siège du musée se trouve 20 rue Žarka Zrenjanina, dans un bâtiment construit en 1847 selon des plans de l'architecte Franz Brandeis à l'emplacement de l'ancienne auberge Schtenzer.
Le bâtiment, de style néo-classique, se présente comme un édice monumental doté d'un rez-de-chaussée et d'un étage. La façade principale est dotée d'une avancée centrale entourée de deux ailes plus petites. Au rez-de-chaussée de la partie centrale se trouve un large portail ; toutes les ouvertures de cet étage sont demi-circulaires et surmontées d'arcades aveugles elles aussi demi-circulaires. Le premier étage de la projection centrale est orné de pilastres cannelés demi-circulaires qui se terminent par des chapiteaux de style corinthien qui encadrent des ouvertures en plein cintre ; les ouvertures latérales de l'étage, quant à elles, sont rectangulaires.

## Collections

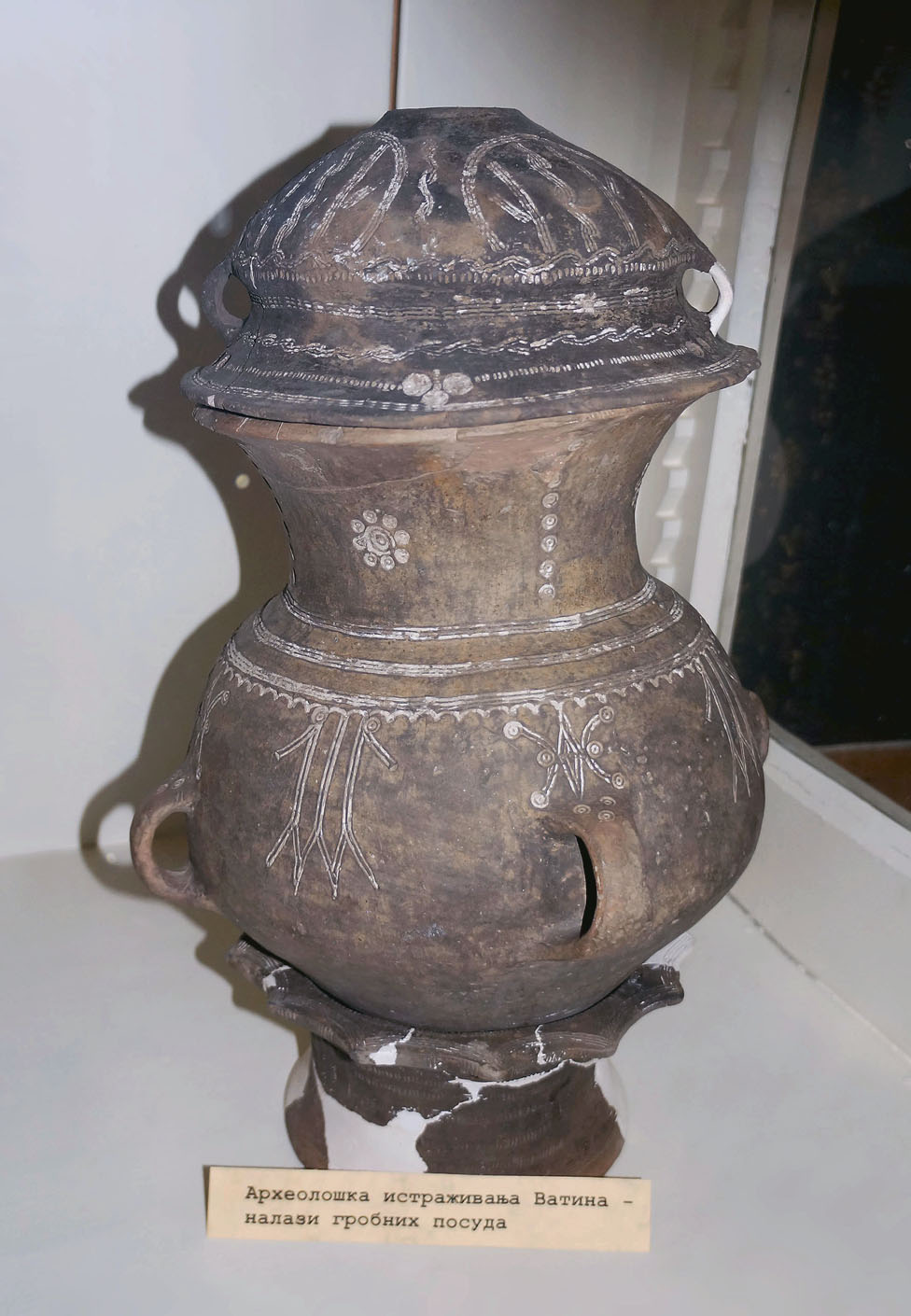
Artéfact caractéristique de la culture de Vatin (âge du bronze)

Les collections du musée sont réparties sur quatre sites, le bâtiment de l'ancien hôtel Konkordija servant d'organisme central. La tour de Vršac,, la pharmacie sur l'escalier, et la maison Hamerštil sont également gérés par le musée.

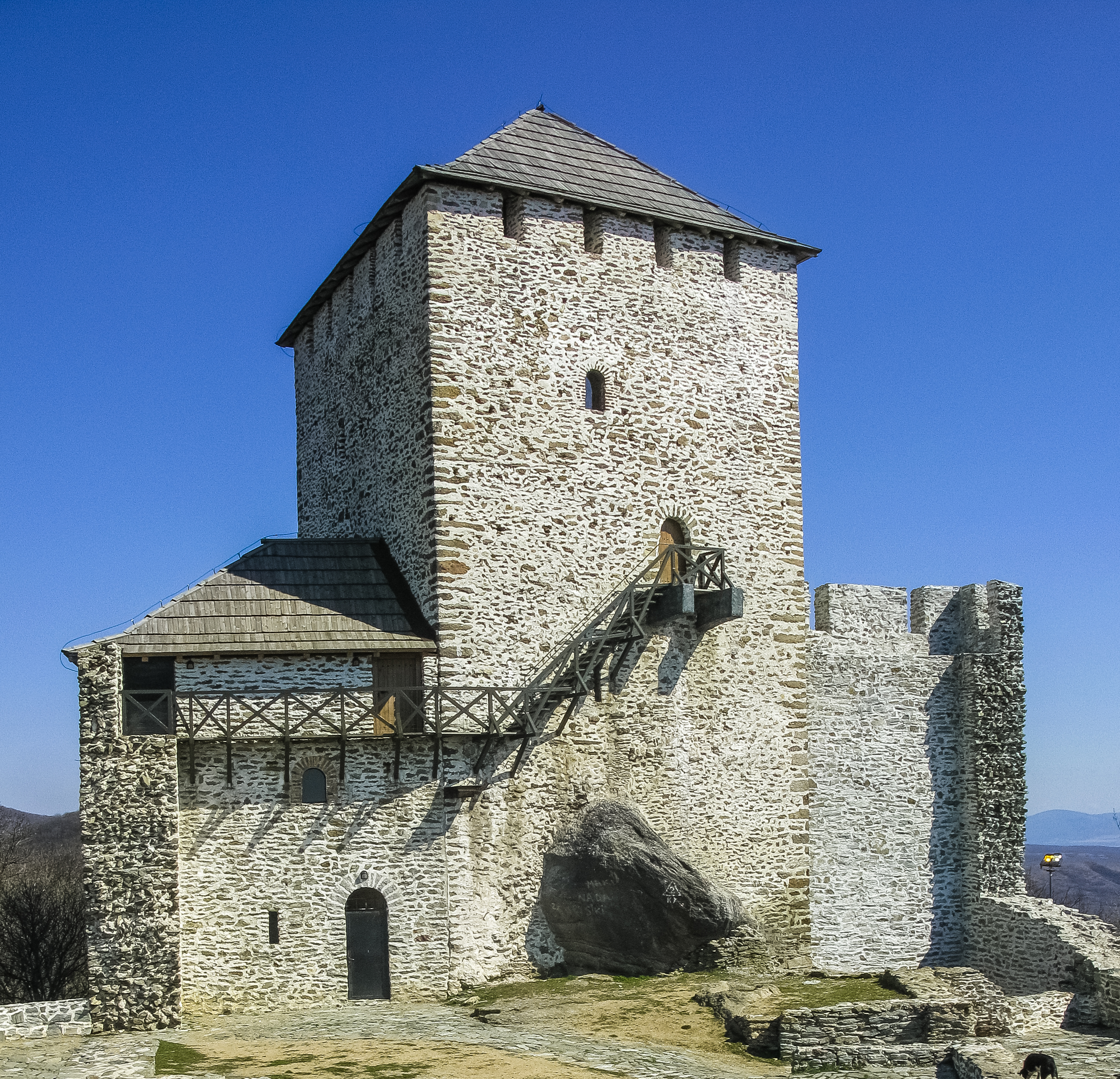
La tour de Vršac
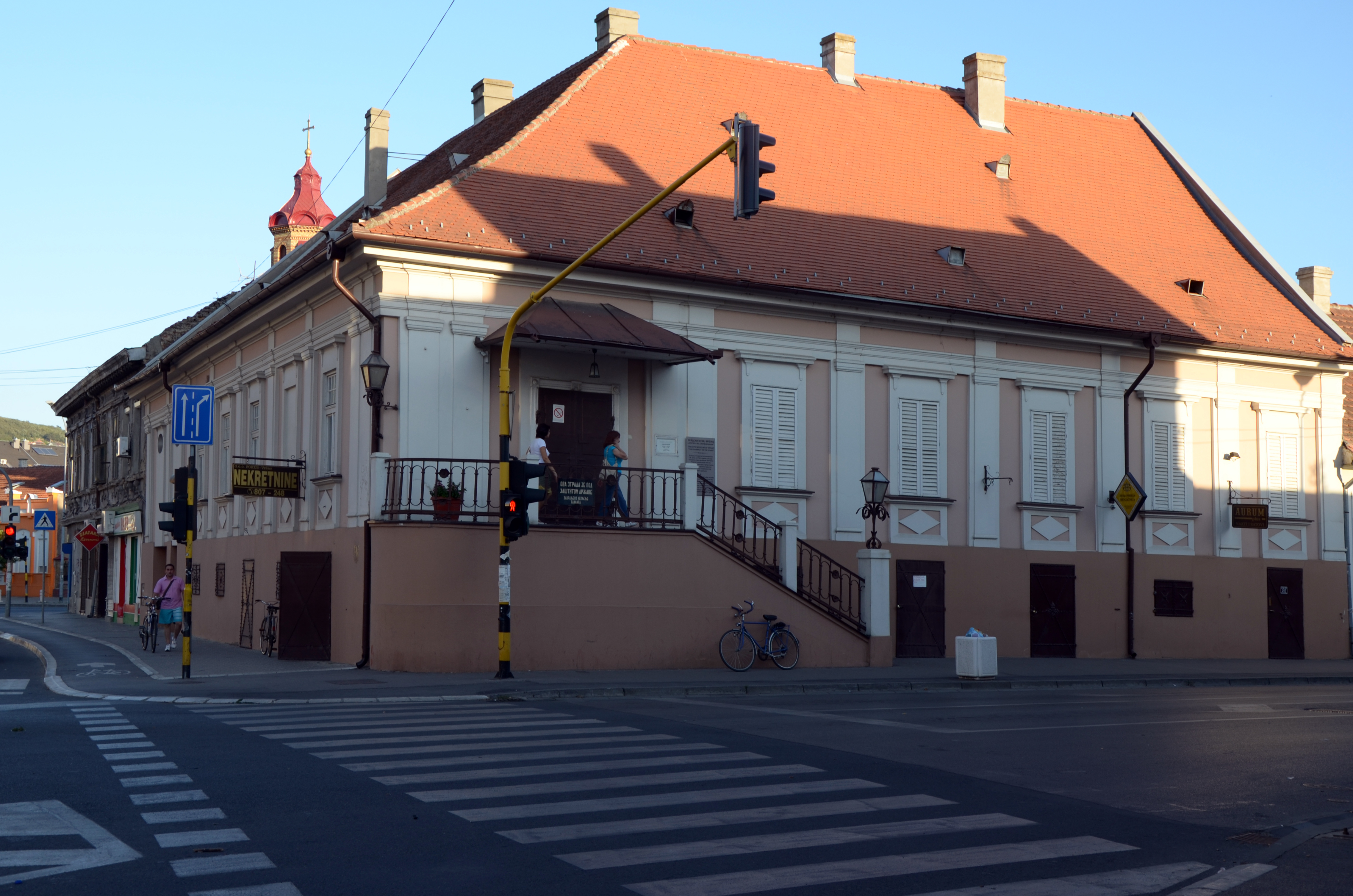
La pharmacie sur l'escalier